# 瓦勒德朗布罗讷
瓦勒德朗布罗讷（法語：Val de Lambronne，法語發音：[val də lɑ̃bʁɔn] ⓘ）是法国奥德省的一个市镇，位于该省西部，属于利穆区。

## 地名
“瓦勒德朗布罗讷”（Val de Lambronne）一名在法语中意为“昂布罗讷河谷”。值得注意的是，该地名中定冠词“Le”与昂布罗讷河“Ambronne”连写作“Lambronne”，并未采用通常写法“L'Ambronne”。

## 历史
瓦勒德朗布罗讷成立于2016年1月1日，由以下两个市镇合并而成。
- 科德瓦勒（Caudeval），为政府驻地。
- 盖特和拉巴斯蒂德（Gueytes-et-Labastide）

## 地理
瓦勒德朗布罗讷（43°4'32"N, 1°58'32"E）面积12 平方千米，位于法国奧克西塔尼大區奥德省，该省份为法国南部沿海省份，北起塔恩省，西北接上加龙省，西接阿列日省，南至东比利牛斯省，东临地中海，东北与埃罗省接壤。
与瓦勒德朗布罗讷接壤的市镇（或旧市镇、城区）包括：科比耶尔、利涅罗勒、塞尼亚朗斯、特雷济耶、卡扎尔代拜莱、穆兰讷夫、佩尔菲特迪拉泽斯、埃斯克扬斯和圣瑞斯特德贝朗加尔。
瓦勒德朗布罗讷的时区为UTC+01:00、UTC+02:00（夏令时）。

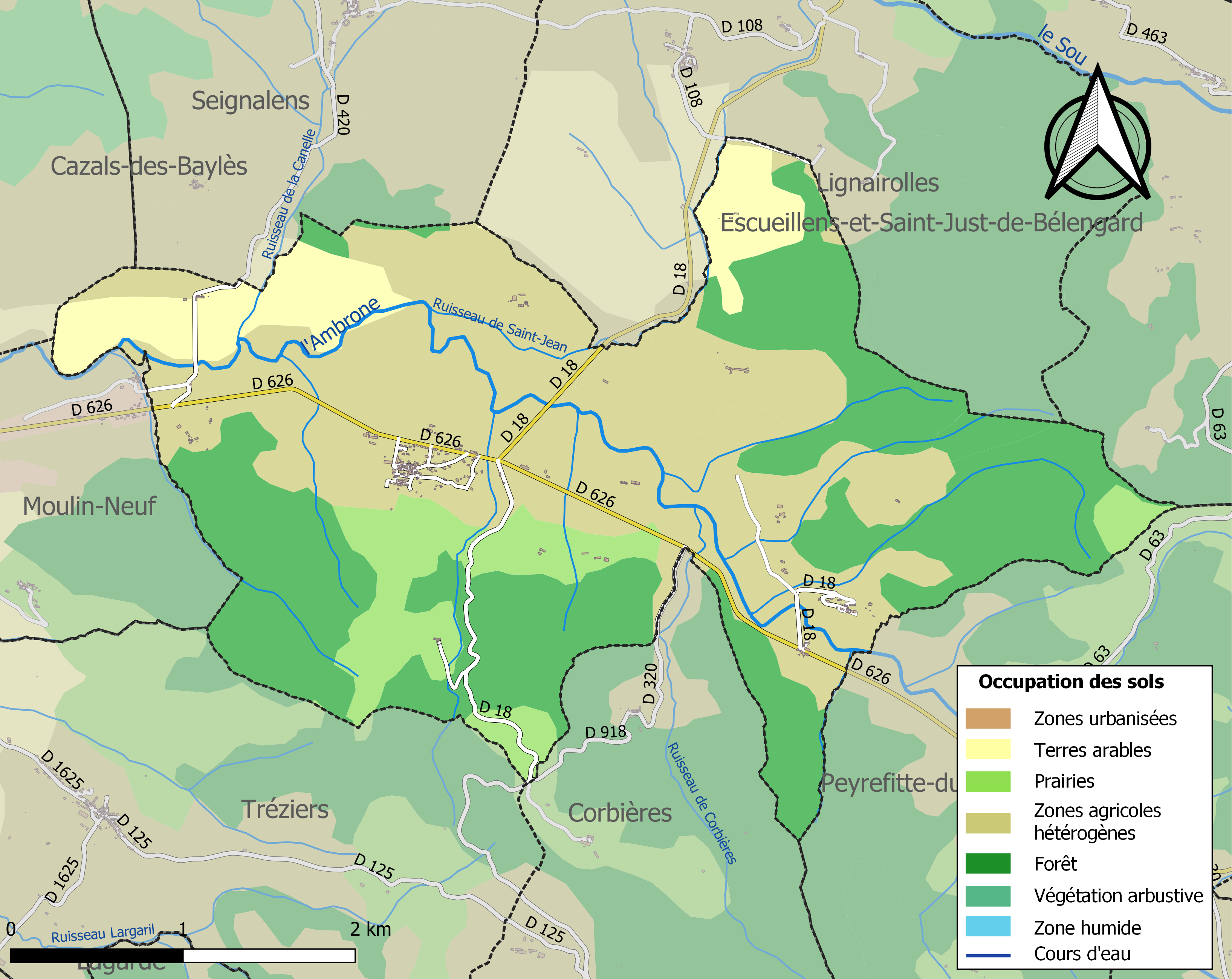
瓦勒德朗布罗讷的OSM定位图

## 行政
瓦勒德朗布罗讷的邮政编码为11230，INSEE市镇编码为11080。

## 政治
瓦勒德朗布罗讷所属的省级选区为上奥德河谷县。

## 人口
瓦勒德朗布罗讷于2022年1月1日时的人口数量为171人。